# Кинематограф Сенегала
Кинематограф Сенегала — отрасль культуры и экономики Сенегала, занимающаяся производством и демонстрацией фильмов зрителям.

## История
Сенегальские кинематографисты начали снимать фильмы во Франции. В 50-е годы появляются короткометражные фильмы, среди которых, в частности, «Африка на Сене» (1955, режиссёры П. С. Вьейра, М. Сар) о жизни африканских студентов во Франции. После провозглашения в 1960 году независимости, создаются документальные фильмы, посвящённые борьбе страны за независимость, показывающие истоки национальной культуры. Это «Родилась нация» (1961) и «Ламб» (1963) — оба режиссёра Вьейра, «Большой Собор в Тубе» (1961, режиссёр Б. Сенгор) и др.
Огромный вклад в кинематограф внёс Усман Сембен, кинорежиссёр, сценарист, актёр, писатель. Приверженец коммунистических взглядов, он затрагивает в своих фильмах вопросы национального самоосознания, его становление в противостоянии колониализму. Им создаются картины «Чернокожая из…» (1966), «Почтовый перевод» («Мандат», 1968), «Седдо» (1977) и др. Короткометражный фильм «Человек с тележкой» (1963) получает известность во всём мире.
Среди постановщиков художественных фильмов 70-х годов можно выделить следующих: М. Дж. Траоре — «Женщина» (1970), «Нжангаан» (1975); Дж. Диоп Мамбети — «Хулиган» (1970), «Смех гиены» (1973); М. Тиам — «Карим» (1971), «Бакс» (1974); А. Самб Макарам — «Коду» (1971); Т. Ав — «Бронзовый браслет» (1974), «Сертификат» (1979); женщина-режиссёр С. Фай — «Кадду Бейкат» (1975); Вьейра — «Под домашним арестом» (1979); Ш. Н. Ба — «На том берегу» (1978), С. Ф. Ньяй — «Гэтитэй» (1981).